# Dune Drifter (película)
Dune Drifter es una película de ciencia ficción, acción y suspenso británica del año 2020 escrita y dirigida por Marc Price, y producida por Michelle Parkyn. El elenco incluye a Phoebe Sparrow, Daisy Aitkens, Simon Dwyer Thomas, Alastair Kirton, Richard Corgan y Michael Geary. El director de fotografía es Noel Darcy, la diseñadora de producción es Nicky Evans y el compositor musical es Adam Langston.

## Trama
La humanidad, establecida en Terra Prime, se encuentra envuelta en una guerra contra una raza alienígena llamada los Drekk, los cuales ya han devastado ciudades en la Tierra como la Ciudad de Nueva York, Estambul y la Ciudad de Quebec.
Adler, artillera de la nave espacial Gris 6, vuela junto a la piloto Yaren como parte del Escuadrón Duna, Unidad Gemini de Reserva, un escuadrón de siete cazas espaciales de Terra Prime. Reciben un mensaje de video del Coronel Danforth de la nave espacial Valiant, dirigiéndolas a encontrarse con ellos en el planeta Erebus, donde él asume que las fuerzas de la Tierra ya habrán repelido a las naves Drekk.
Pero al salir del hiperespacio, el Escuadrón Duna encuentra a la Valiant bajo un fuerte ataque de las naves Drekk. El Coronel Danforth ordena al escuadrón atacar a seis naves Drekk, advirtiéndoles que los escudos de los Drekk son resistentes a los disparos de plasma. La líder de la Gris 6, la Capitán Callaghan, encabeza el ataque, pero sus disparos de plasma tienen poco o ningún efecto en los escudos Drekk.
Con gran dificultad, el escuadrón logra destruir una nave Drekk, pero esto provoca que la mayoría del propio escuadrón sea destruida por los Drekk, excepto la nave de Adler, que es dañada por la explosión de una nave cercana y se estrella en el planeta Erebus.
En Erebus, con una atmósfera corrosiva e irrespirable, Adler, portando su traje espacial y casco, traslada a la herida Yaren a una cápsula salvavidas inflable de emergencia con atmósfera interior. De vuelta en la nave, Adler necesita el código de inicio para activar las comunicaciones, pero Yaren le da un código incorrecto (16305). Afortunadamente, 1234 resulta ser el código correcto, aunque siguen fuera del alcance de comunicación con las naves de la Tierra.
Esa noche, Adler escucha otra nave estrellándose en Erebus y descubre, a través de la radio de su nave, que se trata de una nave Drekk. Yaren muere a la mañana siguiente.
En la segunda noche, una criatura alienígena ataca la cápsula salvavidas, desinflándola, por lo que Adler escapa a la nave donde logra matar a la criatura con disparos de plasma. Adler capta comunicaciones de la Valiant que ordena a las naves de la Tierra retirarse, dejando a Adler abandonada en Erebus.
A la mañana siguiente, Adler se dirige hacia donde se estrelló la nave Drekk, ya que su propia nave necesita una bobina de inyector de plasma de reemplazo. Esto la lleva a un enfrentamiento con un guerrero Drekk, quien logra resistir los disparos de su arma de plasma. Usando un cuchillo que encontró, Adler elimina al guerrero Drekk.
Adler encuentra la nave Drekk y ataca a los dos guardias Drekk con su arma de plasma y una granada explosiva. Logra conseguir una poderosa arma alienígena, que usa para matar a uno de los guardias y casi destruir la nave Drekk. Extrae de la nave la bobina de inyector de plasma que necesita.
Mientras tanto, el último guerrero Drekk obtiene un arma y dispara a Adler, dañando el arma que portaba. En un campo de géiseres, Adler es atacada por el Drekk que la ha perseguido y cae en una cueva donde su casco resulta dañado. El Drekk recoge la bobina de inyector de plasma con la intención de llevarse la nave de Adler.
Adler regresa arrastrándose a su nave antes que el Drekk, donde reemplaza su casco dañado con el de Yaren. Cuando el Drekk llega a la nave, Adler lo ataca con disparos de plasma y también con una roca, y eventualmente mata al alienígena con su propia arma.
Con el arma alienígena guardada a bordo, Adler instala la bobina de inyector de plasma en su nave y vuela fuera de Erebus. Recuerda usar el código que Yaren le había dado, 16305, que resulta ser el código de navegación preestablecido para que la nave atraviese el hiperespacio de regreso a Terra Prime.

## Reparto
- Phoebe Sparrow como Adler (artillero Gris 6)
- Daisy Aitkens como Yaren (piloto de Gris 6)
- Simon Dwyer Thomas como guerrero Drekk
- Alastair Kirton como el coronel Danforth
- Richard Corgan como Kanner
- Michael Geary como Kinnear
- Marcus Shakesheff como Meyln
- Charlotte Mounter como Callaghan (líder gris)
- Alexander Tol como Farleigh
- Jen Nelson como espino
- James Groom como Hordern
- Tom Nolan como Ackland
- Linda Louise Duan como Sousie
- Michael Lagin como Ferrier
- Asher Green como Richardson
- Claire Burley como Collins
- Dara Cravens - Voz de traje

## Producción
Las escenas de combate y lucha de los cazas espaciales fueron filmadas en Londres, durante las restricciones de COVID-19, donde los actores actuaron en una réplica de la cabina de los cazas espaciales, en un piso.
Las escenas al aire libre en Erebus fueron filmadas en Islandia.

## Lanzamiento

### DVD
Dune Drifter fue lanzada en DVD el 1 de diciembre de 2020, con una duración de 95 minutos, e incluyó el Corte del Productor de la película. El DVD también contó con un cortometraje detrás de escena donde Marc Price mencionó que su enfoque en la realización de películas fue inspirado por las películas de ciencia ficción de Roger Corman.La película también fue transmitida durante el evento virtual Arrow Video Frightfest en octubre de 2020, y se presentó durante el Festival Internacional de Cine de Leeds en 2021.

## Crítica
Dune Drifter obtuvo un 100% de críticas positivas en Rotten Tomatoes.
Jennie Kermode de Eye for Film elogió la película: "Dune Drifter es una lección para todos los cineastas de bajo presupuesto. La trama puede ser simple, los efectos de la sección inicial pueden parecer un poco toscos, pero la actuación es excelente y el director Marc Price crea una atmósfera poderosa. El resultado supera con creces sus limitaciones." También elogió la actuación de Phoebe Sparrow como Adler: "El trabajo de Sparrow es cautivador, a pesar de que tiene que hacer la mayor parte de su actuación a través de un visor. Realmente sentimos su desesperación y comprendemos la naturaleza desesperada de su situación. Por angustioso que sea esto, la determinación de Adler de seguir luchando por la más mínima oportunidad hace que sea imposible no apoyarla, y aunque hay conveniencias de género familiares, desde alienígenas humanoides hasta armas que fallan en todos los momentos correctos, ella hace que sea fácil suspender la incredulidad."
Eric Mortensen de Geeky Hobbies elogió a Dune Drifter en 2020, diciendo que "Dune Drifter tiene una cantidad decente de secuencias de acción, pero están espaciadas. La película tiene un mayor énfasis en la simple supervivencia del protagonista. Esto significa que el desarrollo del personaje juega un papel importante en la película. Creo que esta es una de las mayores fortalezas de la película. Si bien la mayor parte de la película presenta solo un personaje, pensé que el desarrollo del personaje era bueno. La trama es convincente y está bien escrita en mi opinión. La película hace un buen trabajo contando una historia interesante sobre tratar de sobrevivir en un planeta alienígena." 
Kim Newman, tras el Frightfest de 2020, reseñó Dune Drifter y dijo que Marc Price había realizado una ambiciosa película de ciencia ficción, con una historia simple y descarnada, sin adornos, y un agradable sentido del espectáculo en pantalla panorámica.
En el Festival de Cine Exit 6 de 2021, se entrevistó a Marc Price sobre su trabajo, y se elogió a Dune Drifter por presumir de grandes efectos visuales en miniatura y en cámara para una película con un presupuesto modesto.
Las reseñas compararon Dune Drifter con Enemy Mine, Battlestar Galactica y Star Wars. Film Authority dijo que "un rodaje de una semana en Islandia le da a Dune Drifter el aspecto que necesita para el planeta alienígena, sin tener que recurrir al mismo recurso de la pantalla verde al que la mayoría de las películas recurren con demasiada facilidad. Pero es la acción espacial lo que es más impresionante, gracias a las opciones prácticas; aquellos que disfrutaron del aspecto espacial sucio de clásicos de los 70 como Star Wars y Battlestar Galactica deberían darle una oportunidad. Aunque filmada en una sala de estar del Reino Unido, los resultados se ven lo suficientemente dinámicos como para mantener la atención y hacer de Dune Drifter un corte por encima de la media." 
La revista Starburst dijo: "Dune Drifter, que supera con creces sus limitaciones, hace un gran trabajo transportándonos a un mundo diferente. El primer tercio, ambientado durante una batalla espacial épica, es fabulosamente claustrofóbico y tenso. El CGI es más que adecuado y tiene una sensación de Star Wars/Battlestar Gallactica (la original). Una vez en el planeta, es una lucha por la supervivencia de un tipo diferente. La introducción del enemigo no conduce a una recreación de Enemy Mine, afortunadamente, ya que hay una serie de peleas bien coreografiadas y un trauma adicional." 
En 2022, dos años después del estreno de la película, Jim McLennan de Girls with Guns reseñó Dune Drifter y comentó "un esfuerzo admirable en términos de su presupuesto", y también dijo que Phoebe Sparrow "interpreta a la heroína con un enfoque sensato, dispuesta a hacer lo que sea necesario para sobrevivir”.